# Brunswick River (Tasmansee)
Der Brunswick River ist ein Fluss im Norden des australischen Bundesstaates New South Wales, welcher in die Tasmansee, ein Randmeer des Pazifischen Ozeans, mündet. 
Der Hauptarm des Brunswick Rivers erstreckt sich über 20 km von Westen nach Osten und wird aus zwei Armen, einem nördlichen und einem südlichen, gespeist.

Der Nordarm erstreckt sich über lediglich 5 km und heißt Marshalls Creek. Der Marshalls Creek durchfließt den Ort Ocean Shores. Der Marshalls Creek wurde nach Bob Marshall benannt, einem frühen Bewohner der Ortschaft Brunswick Heads, wo der Fluss ins Meer mündet. Marshall war ein Holzfäller und hat 1884 das erste Hotel in Brunswick Heads errichtet.

Der Südarm des Flusses trägt den Namen Simpsons Creek und ist etwa 15 km lang.
1828 wurde der Fluss zum ersten Mal durch Henry John Rous kartographiert. 1849 siedelten sich Holzfäller im Mündungsbereich an und errichteten die erste permanente Siedlung, woraus sich dann im Laufe der Jahrzehnte die Ortschaft Brunswick Heads entwickelte. Die bedeutendste Siedlung am Brunswick River ist heute aber das im Landesinneren gelegene Mullumbimby. 
Der Brunswick River transportiert auffällig große Mengen an Sedimenten (ungefähr 350.000 m³ im Jahr). Im Mündungsbereich des Flusses in den Pazifischen Ozean finden sich annähernd 1 km² an Seegraswiesen. Außerdem erweist sich der Mündungsbereich des Flusses, welcher von stark ausgeprägten Mangroven gekennzeichnet ist, als vorteilhaft für die lokale Austernzucht in Brunswick Heads. 
Der Brunswick River transportiert seit jeher große Mengen an Nährstoffen. Dennoch leidet der Fluss zunehmend unter der landwirtschaftlichen Produktion der Region, welche durch den Eintrag von Nährstoffen und Giften sein Ökosystem belastet.